# 奈倉有里
奈倉 有里（なぐら ゆり、1982年12月6日 - ）は、日本のロシア文学者、翻訳家。専門はロシア詩、現代ロシア文学。早稲田大学講師。

## 来歴
東京都生まれ。父は歴史学者の奈倉哲三。弟は作家の逢坂冬馬。
2002年からペテルブルグの語学学校でロシア語を学び、モスクワ大学予備科を経て、ロシア国立ゴーリキー文学大学に入学。2008年に日本人として初めて同校を卒業し「文学従事者」の学士号を得る。帰国後の2009年、東京大学大学院人文社会系研究科に入学し、沼野充義の指導を受ける。2011年に修士課程を修了。同年博士課程に進学し、2017年満期退学。
2015年以降、関東学院大学、東京大学、聖心女子大学、早稲田大学で講師を務める。
2020年、論文「アレクサンドル・ブローク 批評と詩学：焼身から世界の火災へ」にて東京大学より博士（文学）の学位を取得。
2021年、上記の博士論文を『アレクサンドル・ブローク：詩学と生涯』として未知谷から刊行。優れた学術成果の刊行助成に値するとして、第2回東京大学而立賞を受賞。2022年、同著で第44回サントリー学芸賞（芸術・文学部門）を受賞。同じく2022年、『夕暮れに夜明けの歌を：文学を探しにロシアに行く』で第32回紫式部文学賞受賞。
2025年『文化の脱走兵』で第76回（2024年度）読売文学賞（随筆・紀行賞）、および第2回生きる本大賞（未来屋書店主催）を受賞。

## 著書

### 単著
- 『夕暮れに夜明けの歌を：文学を探しにロシアに行く』イースト・プレス、2021年10月。ISBN　978-4-7816-2012-1
- 『アレクサンドル・ブローク：詩学と生涯』未知谷、2021年11月。ISBN　978-4-89642-652-6
- 『ことばの白地図を歩く：翻訳と魔法のあいだ』創元社〈あいだで考える〉、2023年6月。ISBN　978-4-422-93099-2
- 『ロシア文学の教室』文藝春秋〈文春新書〉、2024年5月。ISBN　978-4-16-661457-8
- 『文化の脱走兵』講談社、2024年7月。ISBN　978-4-06-535966-2

### 共著
- 『自叙の迷宮：近代ロシア文化における自伝的言説』（中村唯史・大平陽一編、三浦清美・武田昭文・梅津紀雄）水声社、2018年2月。ISBN　978-4-8010-0321-7
- 『文学キョーダイ!!』（逢坂冬馬）文藝春秋、2023年9月。ISBN　978-4-16-391753-5
- 『ロシア・東欧の抵抗精神：抑圧・弾圧の中での言葉と文化』（石川達夫編、貝澤哉・西成彦・前田和泉）成文社、2023年9月。ISBN　978-4-86520-065-2
  - 「〈ウクライナ〉銃殺された文芸復興：1930年代の文学グループ弾圧と、現代にいたる言語と民族の問題」の章を執筆[9]。

### 翻訳
- （ミハイル・シーシキン)『手紙』新潮社〈新潮クレスト・ブックス〉、2012年10月。ISBN　978-4-10-590097-7
- （アンドレイ・シニャフスキー）『ソヴィエト文明の基礎』沼野充義・平松潤奈ほか共訳、みすず書房。2013年12月。ISBN　978-4-622-07732-9
- （ボリス・アクーニン）『トルコ捨駒スパイ事件：ファンドーリンの捜査ファイル』岩波書店、2015年6月。ISBN　978-4-00-061049-0
- （リュドミラ・ウリツカヤ）『陽気なお葬式』新潮社〈新潮クレスト・ブックス〉、2016年2月。ISBN　978-4-10-590124-0
- 『ドストエフスキー：ポケットマスターピース』沼野充義編、集英社文庫ヘリテージシリーズ、2016年7月。ISBN 978-4-08-761043-7
  - 「白夜」「未成年（縮約版）」の翻訳を担当[10]。
- （ウラジーミル・ナボコフ）『マーシェンカ / キング、クイーン、ジャック』新潮社〈ナボコフ・コレクション 1〉、2017年10月。 ISBN　978-4-10-505606-3
  - 「マーシェンカ」奈倉有里訳、「キング、クイーン、ジャック」諫早勇一訳を所収[11]。
- （サーシャ・フィリペンコ（英語版））『理不尽ゲーム』集英社、2021年3月。ISBN　978-4-08-773511-6
- （サーシャ・フィリペンコ）『赤い十字』集英社、2021年11月。ISBN　978-4-08-773510-9
- （スヴェトラーナ・アレクシエーヴィチ）『亜鉛の少年たち：アフガン帰還兵の証言〈増補版〉』岩波書店、2022年6月[注釈 1]。ISBN　978-4-00-061303-3
- （浅田次郎・角野栄子・金原瑞人ほか編）『小学館世界J文学館』小学館、2022年11月[12]。ISBN 978-4-09-289307-8
  - 「トルストイ作品集」を翻訳担当（レフ・トルストイ、三村晴子イラスト）※Kindle版あり。

### 監修
- （オリガ・グレベンニク）『戦争日記：鉛筆１本で描いたウクライナのある家族の日々』奈倉有里：ロシア語監修、渡辺麻土香・チョンソウン共訳、河出書房新社、2022年9月。ISBN　978-4-309-20863-3

## 出演
- エアレボリューション『ロシア論』（ニコニコ生放送、2023年10月27日）